# Planetella bremii
Planetella bremii är en tvåvingeart som först beskrevs av Kieffier 1898.  Planetella bremii ingår i släktet Planetella och familjen gallmyggor.
Artens utbredningsområde är Schweiz. Inga underarter finns listade i Catalogue of Life.